# Liste der Biografien/Rac
Liste der Biografien |
Portal Biografien |
Personensuche
# |
A |
B |
C |
D |
E |
F |
G |
H |
I |
J |
K |
L |
M |
N |
O |
P |
Q |
R |
S |
T |
U |
V |
W |
X |
Y |
Z |
?
 
Ra |
Rb |
Rd |
Re |
Rh |
Ri |
Rj |
Rk |
Rl |
Rm |
Rn |
Ro |
Rr |
Rs |
Rt |
Ru |
Rv |
Rw |
Rx |
Ry |
Rz
 
Raa |
Rab |
Rac |
Rad |
Rae–Rah |
Rai |
Raj |
Rak |
Ral |
Ram |
Ran |
Rao |
Rap |
Raq |
Rar |
Ras |
Rat |
Rau |
Rav |
Raw |
Rax |
Ray |
Raz
Die Liste der Biografien führt alle Personen auf, die in der deutschsprachigen Wikipedia einen Artikel haben. Dieses ist eine Teilliste mit 259 Einträgen von Personen, deren Namen mit den Buchstaben „Rac“ beginnt.

## Rac
- RAC, portugiesischer DJ und Musikproduzent

### Raca
- Rəcəb, Ülvi (1903–1938), aserbaidschanischer Schauspieler
- Rəcəbli, Əhməd (1898–1963), aserbaidschanischer Wissenschaftler, Agronom und Genforscher
- Rəcəbov, Teymur (* 1987), aserbaidschanischer SchachgroßmeisterTeymur Rəcəbov (* 1987)

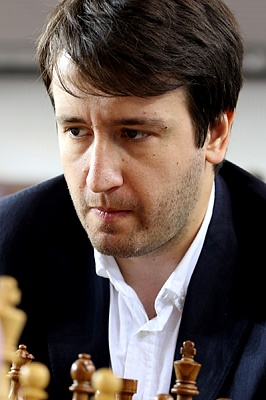
Teymur Rəcəbov (* 1987)

- Racah, Giulio (1909–1965), israelischer Physiker und Mathematiker
- Racami, deutsche Comiczeichnerin
- Racan, Honorat de (1589–1670), französischer Schriftsteller und Übersetzer
- Račan, Ivica (1944–2007), kroatischer Politiker
- Răcănel, Cătălin (* 1976), rumänisch-deutscher Fußballspieler
- Racaniello, Vincent (* 1953), US-amerikanischer Virologe und Professor an der Columbia University
- Račanský, Luboš (* 1964), tschechischer Sportschütze
- Račanský, Miloslav (* 1993), tschechisch-isländischer Eishockeyspieler
- Račas, Antanas (1940–2014), litauischer Politiker, Mitglied des Seimas

### Racc
- Racca, Claudio (* 1930), italienischer Kameramann und Filmregisseur
- Racca, Mauro (1912–1977), italienischer Säbelfechter
- Raccagni Noviero, Andrea (* 2004), italienischer Radrennfahrer
- Racchelli, Giuseppe (1916–1993), italienischer Maler und Hotelier
- Racciatti, Donato (1918–2000), uruguayischer Bandoneonist, Bandleader und Tangokomponist

### Race
- Race, Alan (* 1951), englischer Theologe
- Race, Harley (1943–2019), US-amerikanischer Wrestler, Trainer und PromoterHarley Race (1943–2019)

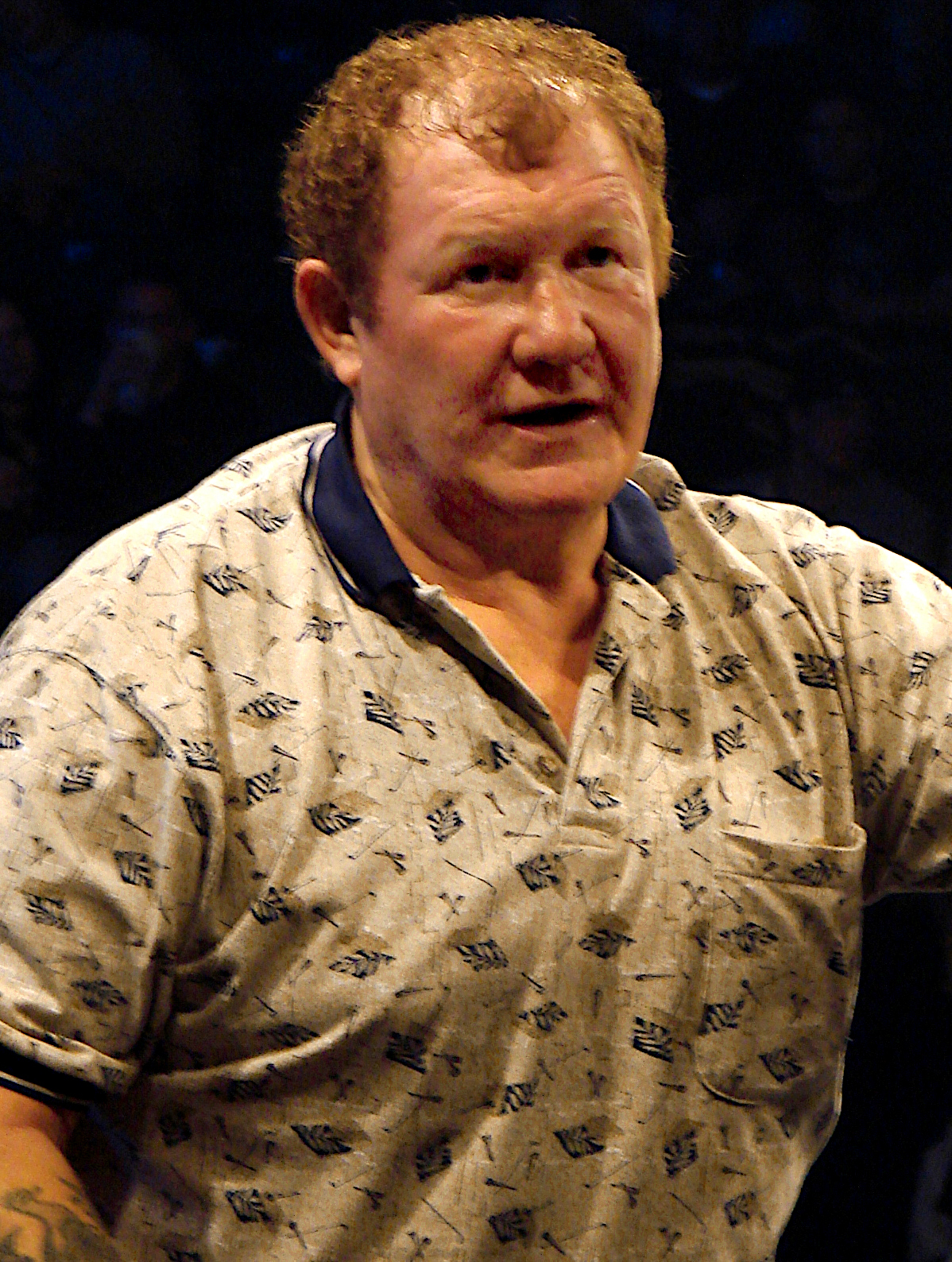
Harley Race (1943–2019)

- Race, Hugo (* 1963), australischer Bluesrock-Gitarrist, Komponist und Bandleader
- Race, John Abner (1914–1983), US-amerikanischer Politiker
- Race, Robert Russell (1907–1984), britischer Mediziner
- Race, Steve (1921–2009), britischer Jazzmusiker, Autor und Moderator
- Racea, Amelia (* 1994), rumänische Kunstturnerin
- Racek, Fritz (1911–1975), österreichischer Musikwissenschaftler, Bibliothekar und Komponist
- Ráček, Irena (* 1948), österreichische Malerin slowakischer Abstammung, Illustratorin, Kinderbuchautorin, Kunstpädagogin und Kuratorin von Kunst- und Kulturprojekten
- Ráček, Milan (* 1943), tschechisch-österreichischer Museologe und Schriftsteller
- Racener, John (* 1985), US-amerikanischer Pokerspieler
- Rācenis, Gints (* 1981), lettischer Pianist
- Racette, Francine (* 1947), kanadische Schauspielerin
- Racette, Geneviève (* 1990), kanadische Singer-Songwriterin
- Racevičius, Ričardas (1907–1990), litauischer Fußballspieler
- Racey, Paul Adrian (* 1944), englischer Fledermausexperte und Hochschullehrer

### Rach
- Rach, Christian (* 1957), deutscher Koch und KochbuchautorChristian Rach (* 1957)

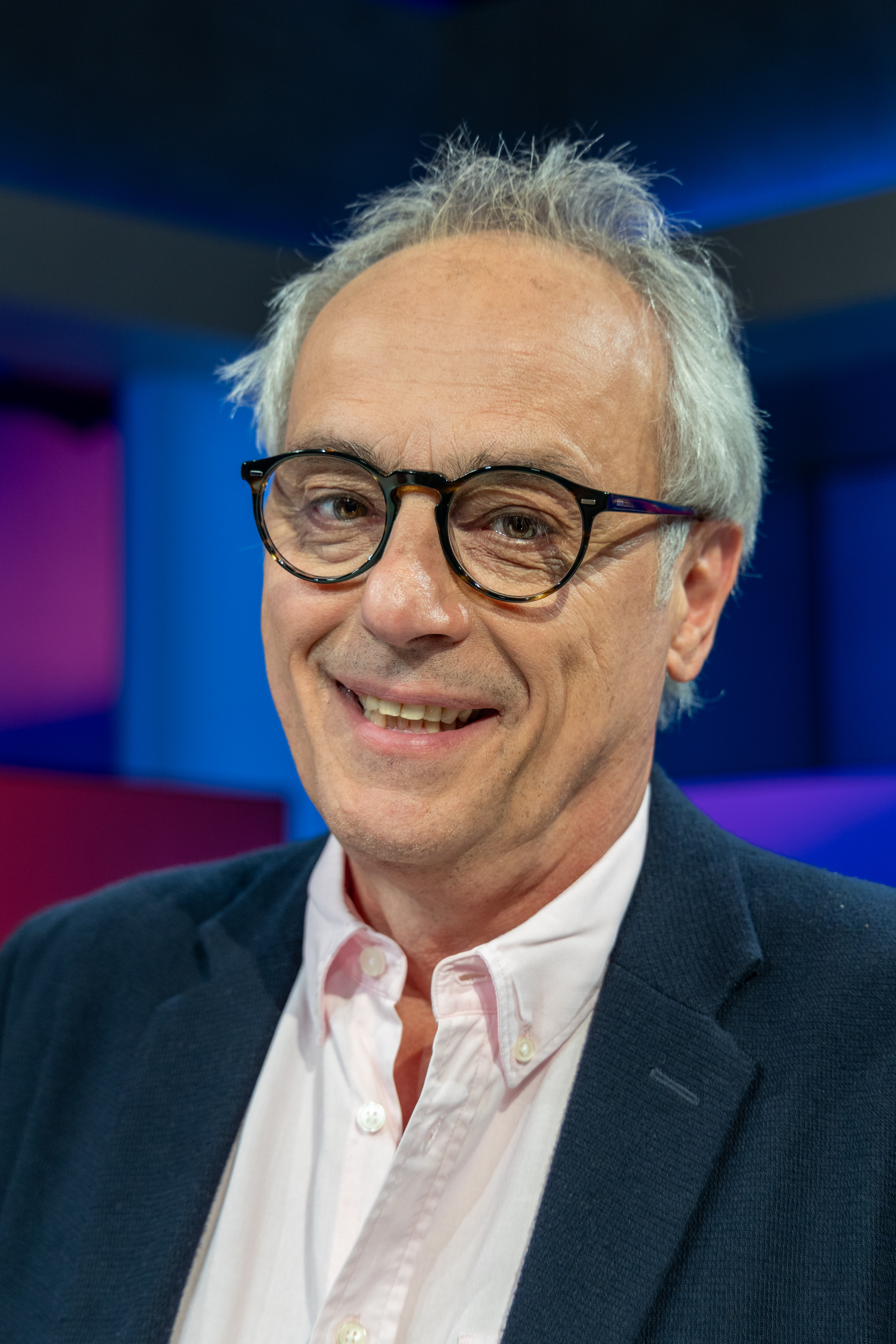
Christian Rach (* 1957)

- Rach, Christina (* 2007), deutsch-eritreische Schwimmerin
- Rachabane, Barney (1946–2021), südafrikanischer Jazzmusiker
- Rachals, Johann Georg († 1678), kursächsischer Beamter
- Rachalß, Johann Georg (1630–1671), kursächsischer Oberförster
- Rachamim, Mordechai (* 1946), israelischer Flugsicherheitsbegleiter
- Rachan Kunjina (* 1990), thailändischer Fußballspieler
- Rachan Prasitthong (* 1999), thailändischer Fußballspieler
- Rachanon Kanyathong (* 1992), thailändischer Fußballspieler
- Rachata Chanlao (* 2004), thailändischer Fußballspieler
- Rachata Janlao (* 2004), thailändischer Fußballspieler
- Rachata Moraksa (* 2000), thailändischer Fußballspieler
- Rachata Somporn (* 1998), thailändischer Fußballspieler
- Rachata Thanaphonmongkhon (* 1987), thailändischer Fußballspieler
- Rachatow, Nursultan (* 1992), kasachischer Gewichtheber
- Rachau, Karl Karlowitsch (1830–1880), russischer Architekt und Hochschullehrer
- Rachbauer, Paul (1948–2014), österreichischer Ethnologe, Soziologe
- Raché, Hennie (1876–1906), deutsche Schriftstellerin
- Rached, Emil (1943–2009), brasilianischer Basketballspieler und Schauspieler
- Rachedi, Ahmed (* 1938), algerischer Filmregisseur und Drehbuchautor
- Rachel, Tochter des bedeutenden Tora- und Talmudgelehrten Rabbi Schlomo Jizchaki
- Rachel (1821–1858), französisch-jüdische SchauspielerinRachel (1821–1858)

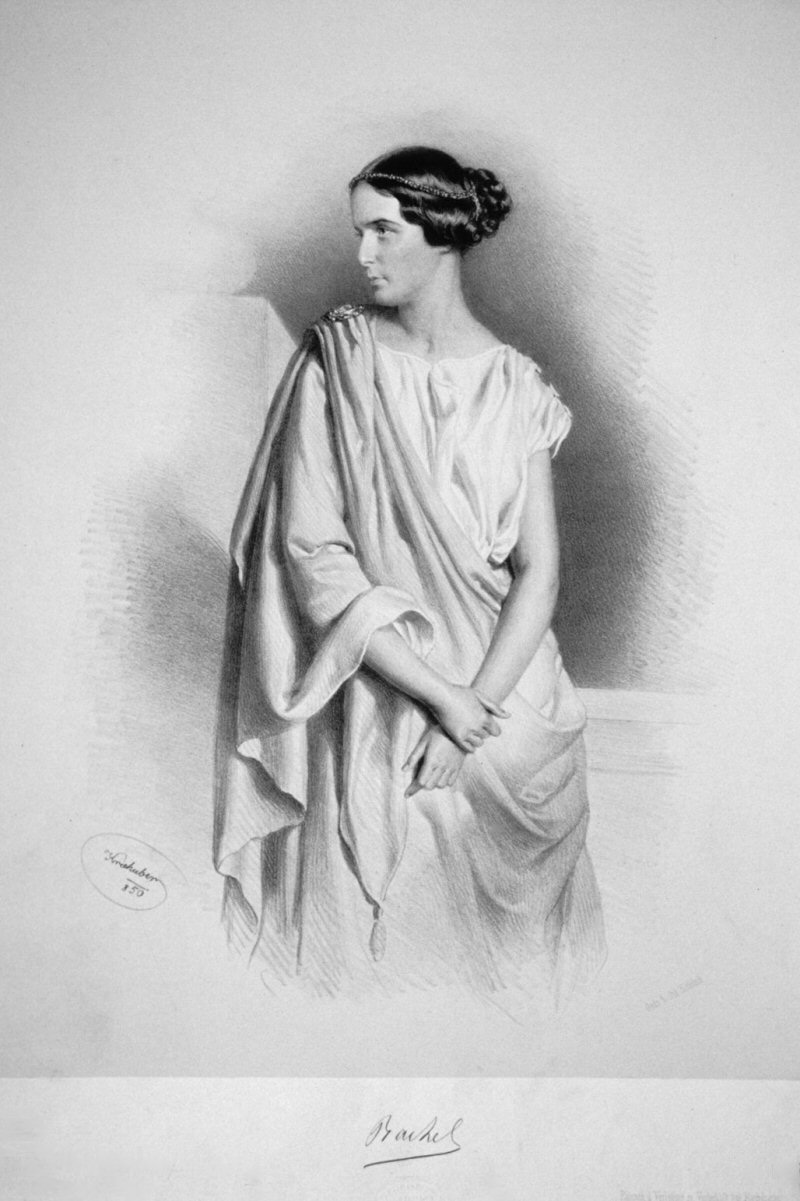
Rachel (1821–1858)

- Rachel (1890–1931), hebräische Dichterin und Zionistin
- Rachel (* 1942), französische Sängerin
- Rachel Z (* 1962), US-amerikanische Jazzpianistin
- Rachel, Adam (* 1976), englischer Fußballtorhüter
- Rachel, Hugo (1872–1945), deutscher Historiker
- Rachel, Joachim (1592–1634), deutscher Pastor
- Rachel, Joachim († 1664), deutscher Pastor und Schriftsteller
- Rachel, Joachim (1618–1669), deutscher Satiriker
- Rachel, Luigi (1879–1949), italienischer Komponist
- Rachel, Mauritius (1594–1637), deutscher Pastor und Dichter
- Rachel, Moritz (1639–1697), deutscher Goldschmied
- Rachel, Samuel (1628–1691), deutscher Rechtswissenschaftler, Bibliothekar und Diplomat
- Rachel, Thomas (* 1962), deutscher Politiker (CDU), MdBThomas Rachel (* 1962)

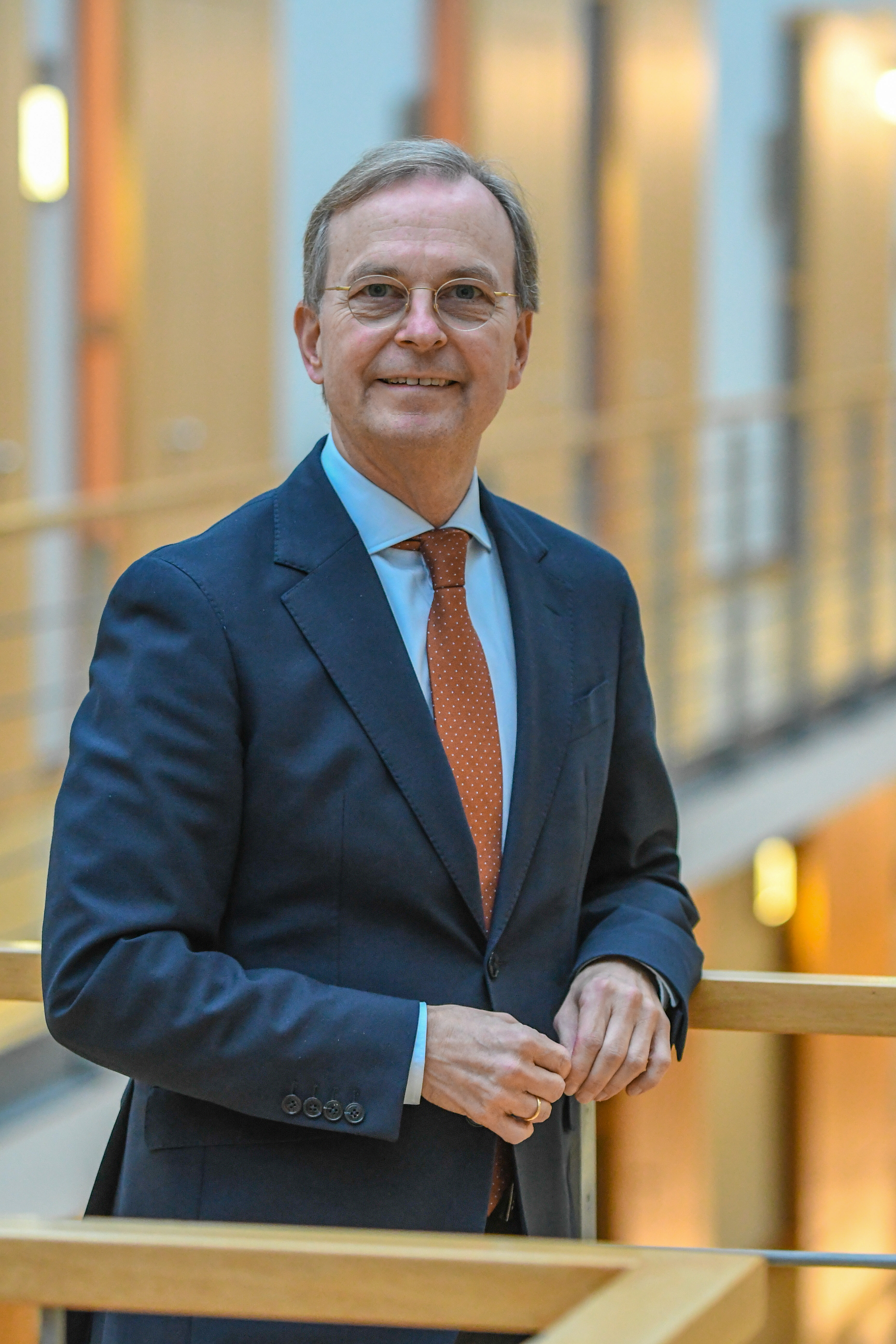
Thomas Rachel (* 1962)

- Rachele, Pier Luigi (* 1935), italienischer Diplomat
- Rachelinus, Bischof von Krakau
- Rachell, Yank (1910–1997), US-amerikanischer Blues-Musiker (Mandoline)
- Rachels, James (1941–2003), US-amerikanischer Moralphilosoph an der University of Alabama at Birmingham
- Rachels, Stuart (* 1969), US-amerikanischer Philosoph und Schachspieler
- Rachen Sobunma (* 1996), thailändischer Fußballspieler
- Racher, Fritz (1925–2012), österreichischer Staatswissenschaftler, Volkswirt, Kaufmann
- Rachette, Jean-Dominique (1744–1809), französisch-russischer Bildhauer und Hochschullehrer
- Rachewiltz, Igor de (1929–2016), Mongolist und Sinologe
- Rachewiltz, Mary de (* 1925), italienisch-amerikanische Schriftstellerin und ÜbersetzerinMary de Rachewiltz (* 1925)

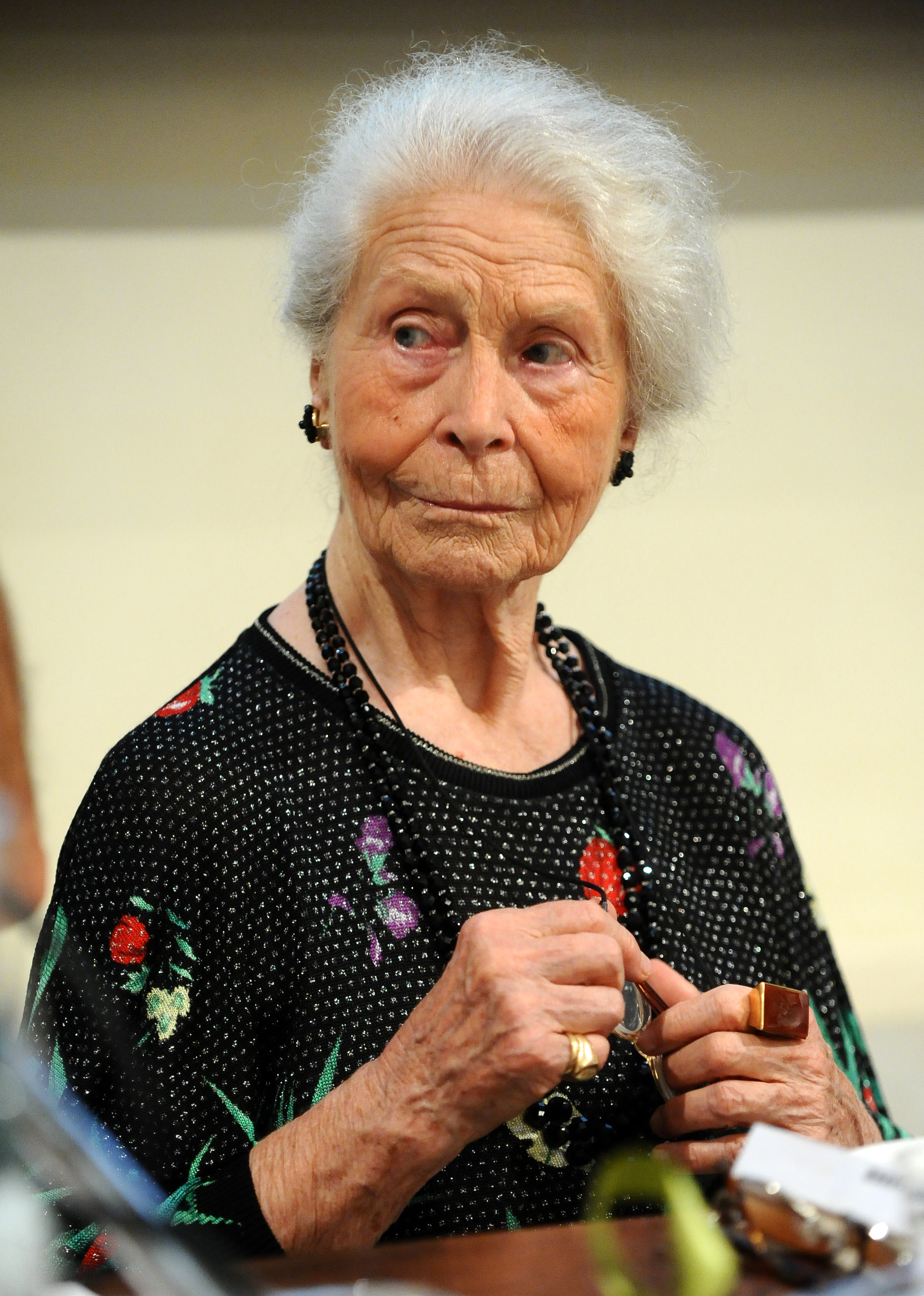
Mary de Rachewiltz (* 1925)

- Rachewiltz, Siegfried de (* 1947), italienischer Volkskundler und Kulturhistoriker (Südtirol)
- Rachfahl, Felix (1867–1925), deutscher Historiker
- Rachfahl, Melinda (* 1990), deutsche Synchronsprecherin
- Rachford, Henry (1925–2022), US-amerikanischer Mathematiker und Chemieingenieur
- Rachholz, Wolfgang (1934–2010), deutscher Fußballspieler
- Rachidi, Ibrahim (* 1980), komorisch-französischer Fußballspieler
- Rachidi, Younes (* 1986), marokkanischer Tennisspieler
- Rachik, Yassine (* 1993), italienischer Leichtathlet
- Rachilde (1860–1953), französische Fin de Siècle-Schriftstellerin
- Rachimbajew, Abdullo Rachimbajewitsch (1896–1938), sowjetischer Staatsmann, tadschikischer Parteifunktionär
- Rachimow, Gafur Achmedowitsch (* 1951), usbekischer Sportfunktionär
- Rachimow, Muchammad Sagitowitsch (* 1956), russischer Mufti von Stawropol, Mufti der Russischen Vereinigung des islamischen Einvernehmens (2010–2013)
- Rachimow, Murtasa Gubaidullowitsch (1934–2023), russischer Politiker, Präsident der russischen Teilrepublik Baschkortostan
- Rachimow, Nischat (* 1993), kasachischer Gewichtheber aserbaidschanischer Herkunft
- Rachimow, Sabir Umarowitsch (1902–1945), sowjetischer Offizier
- Rachimowa, Kamilla Stanislawowna (* 2001), russische Tennisspielerin
- Rachimowa, Regina Safarowna (* 1989), russische Freestyle-Skisportlerin
- Rachinger, Johanna (* 1960), österreichische Generaldirektorin der Österreichischen Nationalbibliothek
- Rachinger, Philip (* 1989), österreichischer Haubenkoch
- Rachins, Alan (1942–2024), US-amerikanischer SchauspielerAlan Rachins (1942–2024)

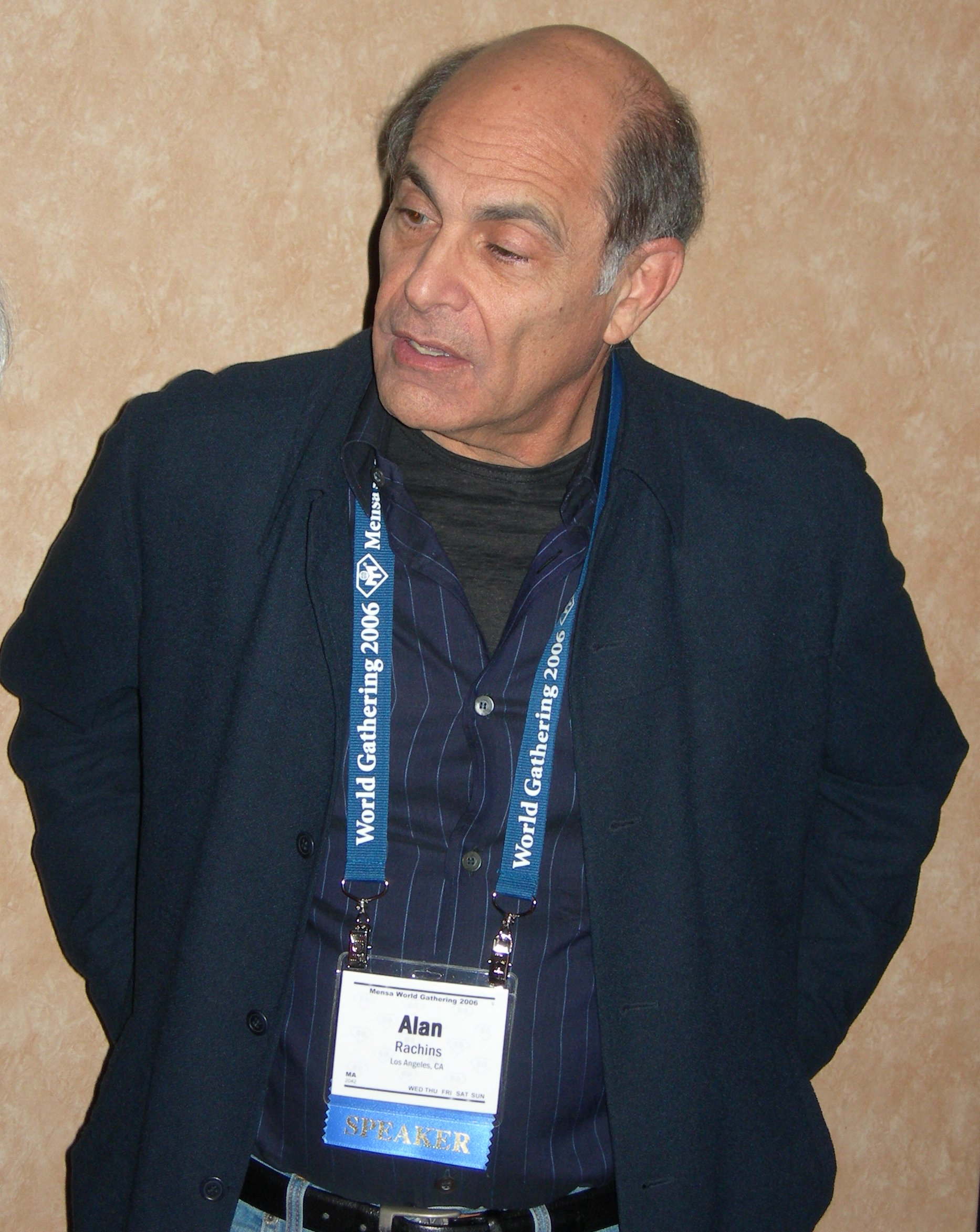
Alan Rachins (1942–2024)

- Rachio († 815), Bischof von Straßburg
- Răchită, Valeriu (* 1970), rumänischer Fußballspieler und -trainer
- Rachl, Samuel (* 1941), deutscher bildender Künstler, Objektkünstler und Zeichner
- Rachlé, Christian Thomas (* 1965), österreichischer Militärdekan
- Rachleff, Larry (1955–2022), US-amerikanischer Dirigent und Musikpädagoge
- Rachlin, Julian (* 1974), österreichischer Violinist und Bratschist
- Rachlin, Natan (1906–1979), ukrainischer Dirigent
- Rachlis, Michael (1884–1953), deutscher Architekt
- Rachmad, Steve (* 1969), niederländischer Techno-Produzent
- Rachman, Arsyadjuliandi (* 1960), indonesischer Politiker und Wirtschaftsmanager
- Rachman, Muhammad (* 1971), indonesischer Boxer
- Rachman, Tom (* 1974), britisch-kanadischer Journalist und Schriftsteller
- Rachmaninow, Iwan Iwanowitsch (1826–1897), russisch-ukrainischer Mathematiker und Universitätsrektor
- Rachmaninow, Sergei Wassiljewitsch (1873–1943), russischer Pianist, Komponist und DirigentSergei Wassiljewitsch Rachmaninow (1873–1943)

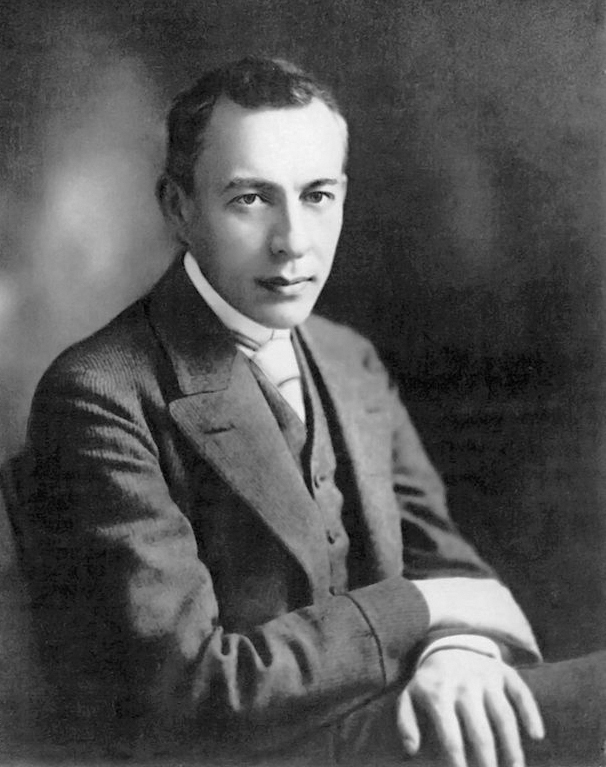
Sergei Wassiljewitsch Rachmaninow (1873–1943)

- Rachmanow, Alexander Andrejewitsch (* 1989), russischer Schachgroßmeister
- Rachmanow, Sultan (1950–2003), sowjetischer Gewichtheber, Olympiasieger
- Rachmanowa, Alja (1898–1991), russische Schriftstellerin
- Rachmanowa, Asa Hassanowna (1932–2015), sowjetisch-russische Ärztin, Infektiologin, HIV-Expertin und Hochschullehrerin
- Rachmanowa, Julija (* 1991), kasachische Sprinterin
- Rachmanowa, Samira Alimradowna (* 1985), russische Ringerin
- Rachmatulin, Chalil Achmedowitsch (1909–1988), kirgisisch-russischer Physiker und Hochschullehrer
- Rachmatulina, Oxana Jewgenjewna (* 1976), russische Basketballspielerin
- Rachmawati, Hera Desi Ana (* 1992), indonesische Badmintonspielerin
- Rachmetow, Salawat Kipajewitsch (* 1967), russischer Wettkampfkletterer
- Rachmil, Lewis J. (1908–1984), US-amerikanischer Artdirector, Szenenbildner und Filmproduzent
- Rachner, Günther (1891–1945), Präsident des Gauarbeitsamtes Niederschlesien
- Racho, Vollker (* 1971), deutscher Schlagersänger und Entertainer
- Rachold, Gerhard (1928–1993), deutscher Schauspieler
- Rachoń, Stefan (1906–2001), polnischer Geiger und Dirigent
- Rachor, Carl (1910–1975), deutscher Landrat
- Rachor, Silvia (* 1960), deutsche Schauspielerin und Regisseurin
- Rachor, Stephanie (* 1966), deutsche Juristin und Richterin am Bundesarbeitsgericht
- Rachov, Uta (* 1948), deutsche Schauspielerin und Hörspielsprecherin
- Rachow, Arthur (1884–1960), deutscher Amateur-Ichthyologe und Aquarianer
- Rachowitch, Mirko (1889–1961), montenegrinischer Arzt in der Schweiz, Laien-Schriftsteller, Pazifist
- Rachowski, Utz (* 1954), deutscher Schriftsteller
- Rachuba, Siegfried (1922–2002), deutscher Fußballspieler
- Rachum, Tamar (* 1949), israelische Sopranistin und Gesangspädagogin
- Rachůnek, Karel (1979–2011), tschechischer Eishockeyspieler
- Rachut, Gunda (* 1965), deutsche Verwaltungsjuristin
- Rachut, Jens (* 1954), deutscher Sänger, Songtexter, Hörspielautor und TheaterschauspielerJens Rachut (* 1954)

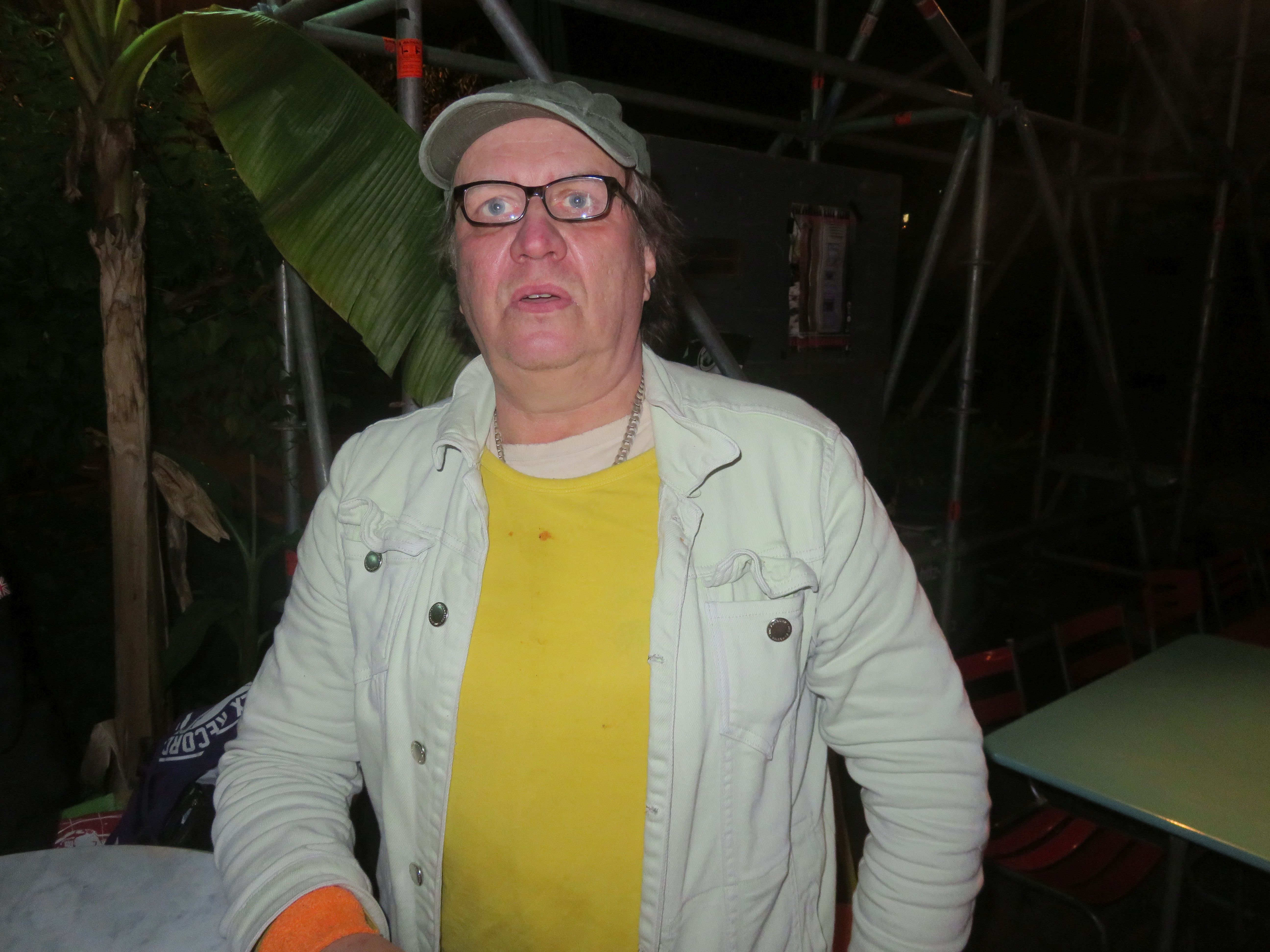
Jens Rachut (* 1954)

- Rachuth, Bernd (* 1955), deutscher Verlagsleiter
- Rachwał, Patryk (* 1981), polnischer Fußballspieler
- Rachwalski, Bernhard (1933–2023), deutscher katholischer Geistlicher

### Raci
- Raci, Paul (* 1948), US-amerikanischer Musiker und Filmschauspieler
- Račić, Daniel (* 1997), österreichischer Fußballspieler
- Račić, Josip (1885–1908), kroatischer Maler
- Račić, Krešimir (1932–1994), jugoslawischer Hammerwerfer
- Racic, Luka (* 1999), dänischer Fußballspieler
- Račič, Marko (1920–2022), jugoslawischer Leichtathlet
- Račić, Puniša (1886–1944), jugoslawischer Politiker und politischer Attentäter
- Račić, Uroš (* 1998), serbischer Fußballspieler
- Racicot, Caroline († 1950), kanadische Musikpädagogin
- Racicot, Marc (* 1948), US-amerikanischer Politiker (Republikanische Partei)
- Răcilă, Valeria (* 1957), rumänische Ruderin
- Racine, Bruno (* 1951), französischer Schriftsteller und Bibliotheksleiter
- Racine, Charles (1927–1995), Schweizer Lyriker
- Racine, Doug (* 1952), US-amerikanischer Politiker
- Racine, François-Médard (1774–1817), französischer Freibeuter
- Racine, Jean (1639–1699), Autor der französischen KlassikJean Racine (1639–1699)

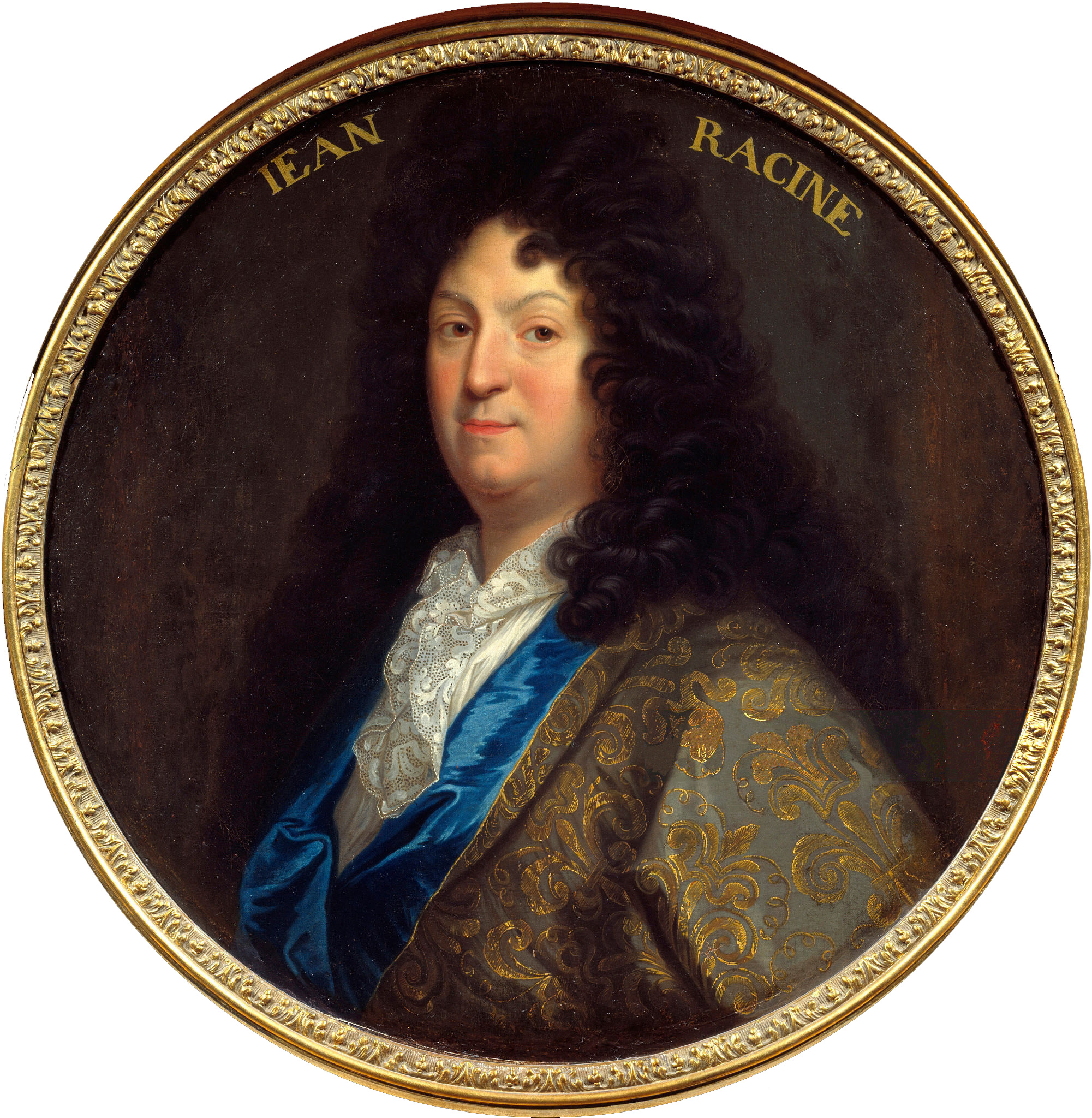
Jean Racine (1639–1699)

- Racine, Julio (* 1945), haitianischer Komponist und Flötist
- Racine, Louis (1692–1763), französischer Dichter
- Racine, Marianne (* 1956), schwedische Jazzmusikerin
- Racine, Rober (* 1956), kanadischer Installationskünstler, Autor und Musiker
- Racine, Serge (* 1951), haitianischer Fußballspieler
- Racine, Yves (* 1969), kanadischer Eishockeyspieler
- Racinet, Auguste (1825–1893), französischer Kostümkundler, Maler, Illustrator und Autor
- Racineux, Arlette (* 1961), französische Rollstuhltennisspielerin
- Racioppi, Anthony (* 1998), Schweizer FußballtorwartAnthony Racioppi (* 1998)

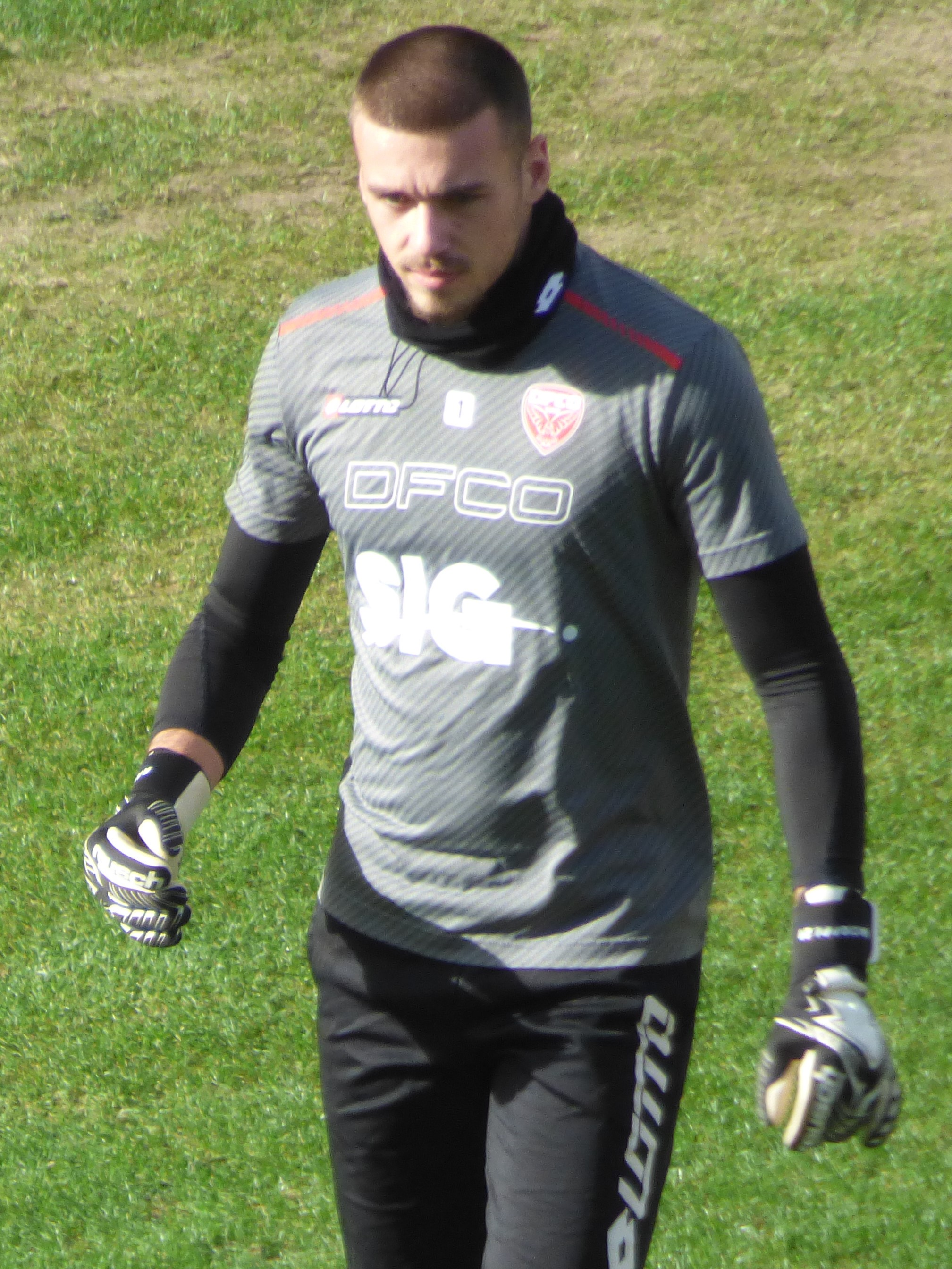
Anthony Racioppi (* 1998)

- Racioppi, Antonio (1925–2013), italienischer Filmregisseur und Drehbuchautor

### Rack
- Rack, Achille (1815–1886), deutscher Mediziner, Bürgermeister und Politiker, MdR
- Rack, Christian (1899–1983), deutscher Pädagoge und Politiker (CDU), MdL
- Rack, Eberhard (* 1935), deutscher Lehrer und Hochschullehrer
- Rack, Evelyn, Filmeditorin, Drehbuchautorin
- Rack, Georg (1798–1862), österreichischer Landwirt und Politiker, Landtagsabgeordneter
- Rack, Gisela (1926–2013), deutsche Arachnologin und Parasitologin
- Rack, Reinhard (* 1945), österreichischer Politiker (ÖVP), Abgeordneter zum Nationalrat, MdEP
- Račkauskas, Andrius (* 1981), litauischer Handballspieler
- Račkauskas, Arimantas (* 1940), litauischer Politiker, Bürgermeister von Kaunas
- Račkauskas, Rytis Mykolas (* 1959), litauischer Politiker
- Račkauskas, Visvaldas (* 1957), litauischer Jurist und Polizist
- Račkauskas, Vytautas (* 1961), litauischer Politiker
- Räcke, Fritz (1882–1952), deutscher Kommunalpolitiker (SPD)
- Räcke, Horst (1934–2007), deutscher Maler, Grafiker und Buch-Illustrator
- Racké, Karl (1825–1898), Bürgermeister der Stadt Mainz
- Racke, Nicola (1847–1908), deutscher Weinhändler und Politiker (Zentrum), MdR
- Räcke, Nina (* 2001), deutsche Fußballspielerin
- Räcke, Otto (1913–1983), deutscher Kommunalpolitiker (SPD)
- Rackelmann, Kurt (1910–1973), deutscher Schauspieler
- Rackelmann, Michael († 1610), deutscher Pädagoge und lutherischer Theologe
- Racker, Efraim (1913–1991), US-amerikanischer Biochemiker
- Racker, Heinrich (1910–1961), polnisch-argentinischer Psychoanalytiker, Musiker, Psychologe
- Rackete, Carola (* 1988), deutsche Kapitänin und KlimaschutzaktivistinCarola Rackete (* 1988)

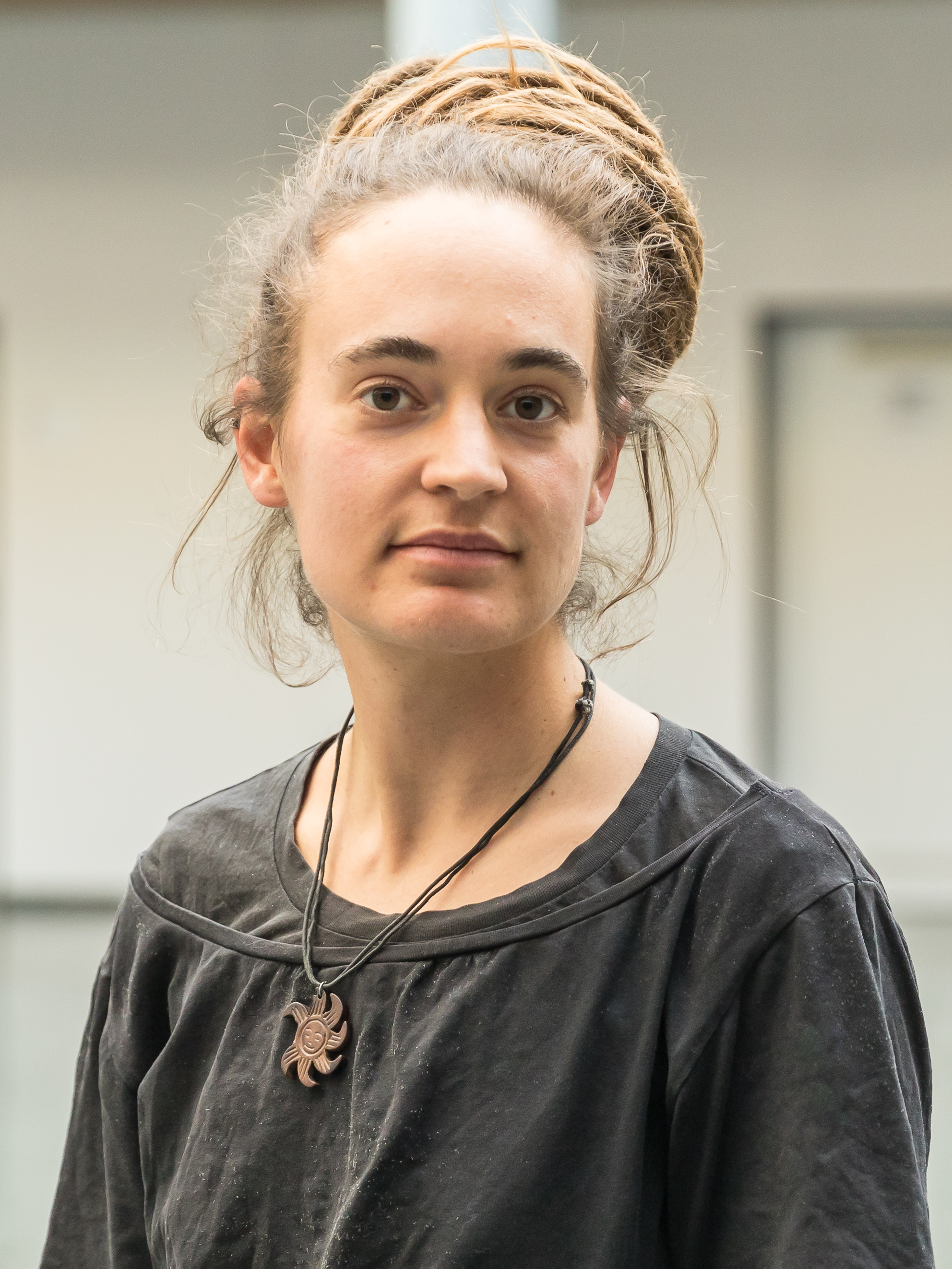
Carola Rackete (* 1988)

- Rackham, Arthur (1867–1939), britischer Illustrator
- Rackham, Jack (1682–1720), britischer Piratenkapitän
- Rački, Antonio (1973–2024), kroatischer Skilangläufer
- Rački, Franjo (1828–1894), kroatischer Theologe, Historiker und Politiker
- Rackl, Josef (1848–1915), deutscher Germanist und Lehrer
- Rackl, Michael (1883–1948), deutscher katholischer Dogmatiker
- Rackl, Quirin (* 2006), deutscher Fußballspieler
- Rackles, Mark (* 1966), deutscher Politiker (SPD), Staatssekretär in Berlin
- Rackley, Brandin (* 1975), US-amerikanische Schauspielerin und Fotomodell
- Racknitz, Joseph Friedrich von (1744–1818), kursächsischer Kammerherr, Hofmarschall und Freimaurer
- Rackoff, Charles (* 1948), US-amerikanischer Informatiker
- Rackow, August (1842–1925), deutscher Gründer der Rackow-Schule
- Rackow, Gianna (* 2000), deutsche Fußballspielerin
- Rackow, Peter (* 1970), deutscher Jurist und Hochschullehrer
- Rackwitz, Arthur (1895–1980), deutscher evangelischer Theologe, religiöser Sozialist und Widerstandskämpfer
- Rackwitz, Daniel (* 1989), deutscher Radrennfahrer
- Rackwitz, Erich (1908–1992), deutscher Jugendbuchautor und Reporter
- Rackwitz, Georg, deutscher Fußballspieler
- Rackwitz, Georg Christoffer (1760–1844), Instrumentenbauer in Stockholm
- Rackwitz, Günter (1922–1999), deutscher Maler und Grafiker
- Rackwitz, Hanka (* 1969), deutsche Fernsehdarstellerin und Immobilienmaklerin
- Rackwitz, Martin (* 1970), deutscher Historiker
- Rackwitz, Rüdiger (1941–2012), deutscher Bauingenieur
- Rackwitz, Sascha Helge (* 1972), deutscher Flottillenadmiral
- Rackwitz, Thomas (* 1981), deutscher Schriftsteller und Lyriker
- Rackwitz, Werner (1929–2014), deutscher Opernintendant und Kulturpolitiker
- Racky, Heiko (* 1946), deutscher Fußballspieler

### Racl
- Raclauskas, Leonas (* 1908), litauischer Fußballspieler
- Raclavská, Petra (* 1973), tschechische Tennisspielerin
- Racle, Paul (* 1932), Schweizer bildender Künstler und Maler

### Raco
- Raco, Antonio de (1915–2010), argentinischer Pianist und Musikpädagoge
- Raco, Rob (* 1989), kanadischer Schauspieler und Model
- Racoviță, Constantin († 1764), Herrscher des Fürstentums Moldau und des Fürstentums Walachei
- Racoviță, Emil (1868–1947), rumänischer Biologe, Botaniker, Polarforscher und Begründer der Biospeläologie
- Racoviță, Mihai († 1744), Fürst der Moldau und der Walachei
- Racovițan, Bogdan (* 2000), rumänisch-französischer Fußballspieler
- Racovitză, Aurel (1890–1957), rumänischer Diplomat und General

### Racq
- Racquet, Charles († 1664), französischer Organist und Komponist

### Ract
- Ract-Madoux, Bertrand (* 1953), französischer General, Stabschef der Armee und Gouverneure des Invalidenheims

### Racu
- Računica, Dean (* 1969), kroatischer Fußballspieler

### Racz
- Rácz, Edit (* 1936), ungarische Bildhauerin und Medailleurin
- Rácz, Gabriella (* 1959), ungarische Germanistin
- Racz, Gyula (* 1942), ungarisch-deutscher Musiker, Schlagzeuger und Musikpädagoge
- Rácz, János (1919–2005), ungarischer Mathematiker, Lehrer und Autor
- Rácz, Lajos (* 1952), ungarischer Ringer
- Rácz, Matthias (* 1980), deutscher Fagottist
- Rácz, Ödön (* 1981), ungarischer Solobassist
- Rácz, Pál (1928–1986), ungarischer Generalmajor, Staatssekretär, stellvertretender Außenminister, stellvertretender Innenminister
- Racz, Paul (1924–2022), ungarischer Pathologe und AIDS-Forscher
- Rácz, Sándor (* 1925), ungarischer Generalleutnant und Politiker
- Rácz, Vilmos (1889–1976), ungarischer Leichtathlet
- Rácz, Zsófia (* 1988), ungarische Fußballspielerin
- Raczak, Lech (1946–2020), polnischer Schauspieler, Regisseur, Theaterwissenschaftler und -pädagoge
- Raczek, Carl August von († 1763), preußischer Landrat
- Raczek, Jarek (* 1974), deutscher Filmregisseur und Drehbuchautor
- Raczensky, Max Ferdinand von, preußischer Landrat
- Rączka, Damian (* 1987), polnischer Fußballspieler
- Raczkiewicz, Władysław (1885–1947), polnischer Beamter und Politiker
- Raczko, Tom (* 1993), deutscher Synchronsprecher und Schauspieler
- Raczkowski, Damian (* 1975), polnischer Politiker (Platforma Obywatelska), Mitglied des Sejm
- Rączkowski, Feliks (1906–1989), polnischer Organist, Komponist und Musikpädagoge
- Raczkowski, Paweł (* 1983), polnischer Fußballschiedsrichter
- Raczkowski, Władysław (1893–1959), polnischer Dirigent, Chorleiter, Organist und Pianist
- Raczyński, Atanazy (1788–1874), polnischer Adliger und preußischer StaatsdienerAtanazy Raczyński (1788–1874)

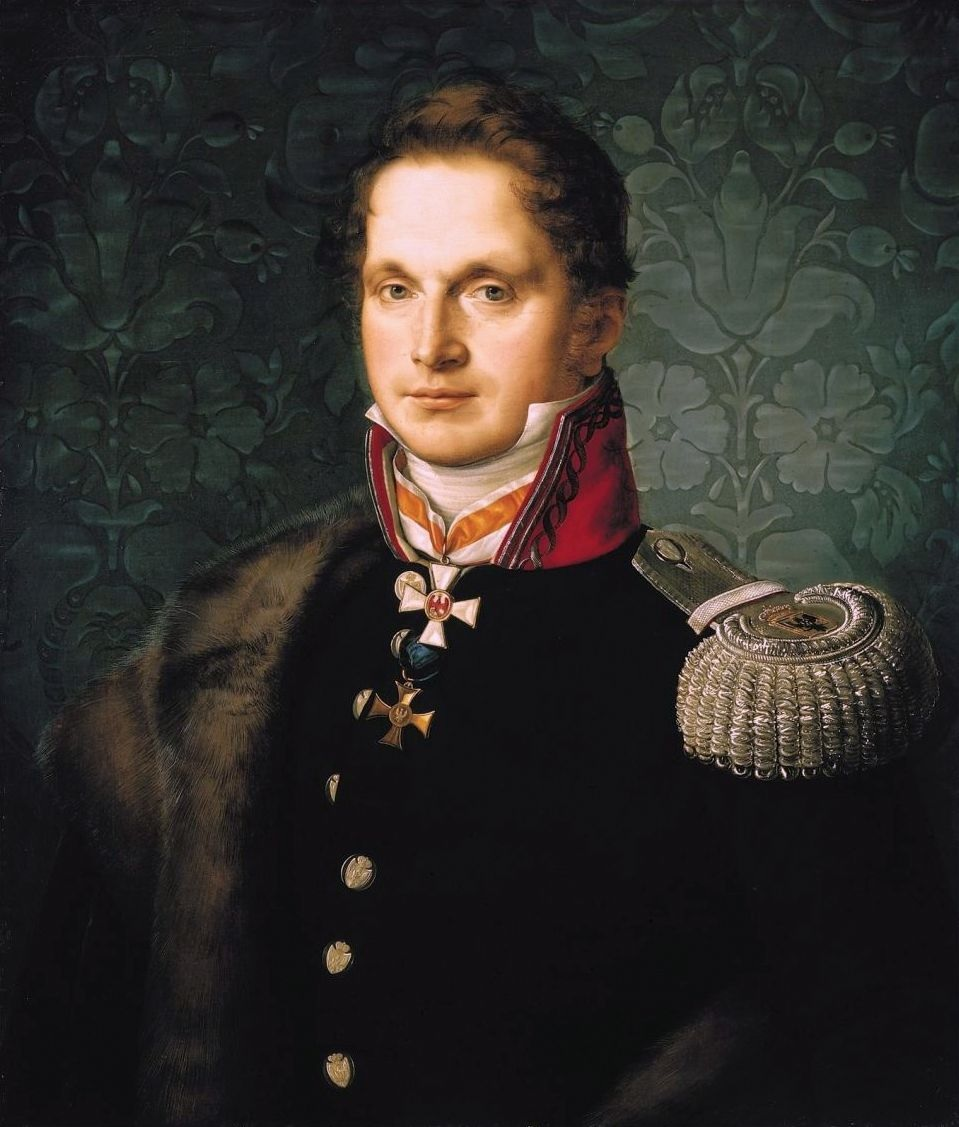
Atanazy Raczyński (1788–1874)

- Raczyński, Bolesław (1879–1937), polnischer Komponist und Musikpädagoge
- Raczyński, Edward (1786–1845), polnischer Adliger, Gründer der Raczynski-Bibliothek
- Raczyński, Edward (1891–1993), polnischer Diplomat und Politiker